# 젠워크 리눅스
젠워크 리눅스(Zenwalk Linux)는 유닉스 계열 운영 체제 가운데 하나로 만든 이는 Hyperion, JP 등의 별명으로 알려진 장-필립 기유망(Jean-Philippe Guillemin)이다. 슬랙웨어에서 갈라져 나왔으며 인터넷, 멀티미디어, 소프트웨어 개발 등 다양한 용도로 쓸 수 있는 운영체제 및 i686 기종에의 최적화를 통해 실행의 빠르기를 높이고 포괄적 의존구조 및 꾸러미 관리체제를 갖는 가벼운 운영체제를 목표로 한다. 원래는 미니슬랙(MiniSlack)이라는 이름을 가지고 있었으나 2005년 8월 12일에 나온 1.2부터 오늘날 쓰이는 이름인 젠워크 리눅스로 바뀌었다.
기본 GUI는 Xfce이지만 그놈을 GUI로 탑재한 판이 따로 존재한다. 자체 제작한 netpkg를 통해 꾸러미들을 관리하며 2011년 8월 현재 최신판은 7.0(2011년 3월 25일에 나옴)이다.

## 꾸러미 창고
- -snapshot: 최신 소프트웨어 꾸러미들이 들어가는 곳
- -current: 기본 창고. -snapshot에 있던 꾸러미들이 충분한 검사 및 정비를 마친 뒤 이 곳으로 옮겨진다.

또, 공식 소프트웨어 창고는 커뮤니티의 몇몇 사용자들에게만 공개되어 있다.

## netpkg
젠워크 리눅스의 꾸러미 관리기 netpkg는 apt-get의 기능들과 비슷한 기능들을 제공한다. 꾸러미 형식은 슬랙웨어에서 사용하는 tgz이지만 젠워크 리눅스의 tgz에는 의존에 대한 정보도 포함되어 있다(이는 netpkg의 설정 파일인 netpkg.conf에 적혀 있는 젠워크 리눅스 공식 미러에 있는 꾸러미들에 대해서만 유효하다). 또한 netpkg는 기본 CLI와 더불어 GUI 프론트엔드도 존재한다.

## 판 종류
젠워크 리눅스는 현재 4개의 판을 제공한다.
- 풀 버전(full version): ncurses 기반 설치기를 통해 하드 드라이브에 젠워크 리눅스를 설치할 수 있는 설치 CD. 개발 도구(GCC 등), 몇몇 독점 미디어 소프트웨어(어도비 플래시 플레이어 등), 하드웨어 드라이버 등 젠워크 커뮤니티에서 매우 쓸만하다고 여기는 소프트웨어들을 다수 포함하고 있다.
- 코어(core): X 윈도 시스템이 포함되지 않은 판으로 자신의 필요에 맞게 시스템을 구축하고자 하는 숙련된 사용자가 쓰기에 알맞다.
- 젠라이브(ZenLive): 젠워크 리눅스의 라이브 CD이며 라이브 CD 운영체제로서는 드물게 소프트웨어 개발에 필요한 라이브러리 및 소프트웨어를 다수 탑재하고 있다.
- 그놈(GNOME): Xfce 대신 그놈을 GUI로 탑재한 판

## 젠워크 리눅스를 기반으로 하는 운영체제
- 삭센OS: 옛날 하드웨어를 지원하기 위해 만든 운영체제(2008판부터는 가볍지 않다)
- 아러디어스: 관통 검사 및 취약점 분석용 도구를 탑재한 라이브 CD 운영체제
- 젠카페: 인터넷 카페(PC방)용 운영체제

## 덧붙임
- 젠워크 리눅스는 i686 기종에 최적화되어 있지만 i486도 잘 지원한다.
- 젠워크 리눅스에 슬랙웨어의 꾸러미를 설치하는 것이 가능하다. 어느 꾸러미가 설치 가능한지는 리눅스패키지 닷 넷에서 확인할 수 있다.
- 젠워크 리눅스에서 슬랙웨어의 꾸러미 관리기를 쓰는 것도 가능하다.

## 같이 보기
- 슬랙웨어